# Caranx heberi
Carangue à pointe noire, Carangue cocole
Espèce
Statut de conservation UICN

 LC  : Préoccupation mineure
Caranx heberi, communément nommé Carangue à pointe noire ou Carangue cocole, est une espèce de poisson marin de la famille des Carangidae.
La Carangue à pointe noire est présente dans les eaux tropicales de l'Indo/ouest Pacifique.
Sa taille maximale est de 85 cm mais la taille moyenne couramment observée est de 30 cm et la maturité sexuelle est atteinte à la taille de 50 cm.